# Plagiothecium geophilum
Plagiothecium geophilum là một loài rêu trong họ Plagiotheciaceae. Loài này được (Austin) Grout mô tả khoa học đầu tiên năm 1910.